# Октакарбонилдикобальт
Октакарбонилдикобальт — неорганическое соединение, карбонильный комплекс кобальта состава Co2(CO)8. Красно-оранжевые кристаллы, не растворимые в воде.

## Получение
- Действие монооксидом углерода под давлением на порошкообразный кобальт:

{\displaystyle {\mathsf {2Co+8CO\ {\xrightarrow {130^{o}C,p}}\ Co_{2}(CO)_{8}}}}
- Действие монооксидом углерода и водорода под давлением на метагидроксид кобальта:

{\displaystyle {\mathsf {2CoO(OH)+3H_{2}+8CO\ {\xrightarrow {p}}\ Co_{2}(CO)_{8}+4H_{2}O}}}

## Физические свойства
Октакарбонилдикобальт образует диамагнитные красно-оранжевые кристаллы, не растворимые в воде, растворимые в органических растворителях (этанол, диэтиловый эфир).
В растворах существует равновесие между двумя изомерами:
В кристаллах равновесие полностью сдвинуто вправо.

## Химические свойства
- Разлагается при нагревании:

{\displaystyle {\mathsf {2Co_{2}(CO)_{8}\ {\xrightarrow {60^{o}C}}\ Co_{4}(CO)_{12}+4CO}}}
- На свету медленно разлагается при нагревании:

{\displaystyle {\mathsf {Co_{2}(CO)_{8}\ {\xrightarrow {h\nu ,80-90^{o}C}}\ 2Co+8CO}}}
- Гидролизуется горячей водой с образованием тетракарбонилкобальтовой кислоты, гидроксида кобальта(II) и окиси углерода:

{\displaystyle {\mathsf {3Co_{2}(CO)_{8}+4H_{2}O\ {\xrightarrow {90^{o}C}}\ 4HCo(CO)_{4}+2Co(OH)_{2}+8CO}}}
- Реагирует с концентрированной серной и азотной кислотами:

{\displaystyle {\mathsf {Co_{2}(CO)_{8}+4H_{2}SO_{4}\ \xrightarrow {} \ 2CoSO_{4}+8CO\uparrow +2SO_{2}\uparrow +4H_{2}O}}}
{\displaystyle {\mathsf {Co_{2}(CO)_{8}+8HNO_{3}\ \xrightarrow {} \ 2Co(NO_{3})_{2}+8CO\uparrow +4NO_{2}\uparrow +4H_{2}O}}}
- Восстанавливается водородом (в толуоле) до тетракарбонилкобальтовой кислоты:

{\displaystyle {\mathsf {Co_{2}(CO)_{8}+H_{2}\ {\xrightarrow {0^{o}C}}\ 2HCo(CO)_{4}}}}
- Реагирует с амальгамами щелочных металлов (в диоксане), образуя соответствующие соли тетракарбонилкобальтовой кислоты:

{\displaystyle {\mathsf {Co_{2}(CO)_{8}+2Na_{(Hg)}\ {\xrightarrow {}}\ 2NaCo(CO)_{4}}}}
- Реагирует с гидроксидами щёлочноземельных металлов, образуя тетракарбонилкобальтовую кислоту и карбонаты кобальта(II) и соответствующего металла:

{\displaystyle {\mathsf {3Co_{2}(CO)_{8}+2Ba(OH)_{2}\ {\xrightarrow {}}\ 4HCo(CO)_{4}+2BaCO_{3}+2CoCO_{3}}}}
- Окисляется кислородом:

{\displaystyle {\mathsf {Co_{2}(CO)_{8}+5O_{2}\ {\xrightarrow {400^{o}C}}\ 2CoO+8CO_{2}}}}
- Реагирует с галогенами:

{\displaystyle {\mathsf {Co_{2}(CO)_{8}+2Br_{2}\ {\xrightarrow {}}\ 2CoBr_{2}+8CO}}}

## Безопасность
Как и другие карбонилы металлов, октакарбонилдикобальт токсичен. Имеются сведения о вредном воздействии этого карбонила кобальта на ЦНС, респираторную систему, а также на биохимию крови. Кроме того, октакарбонилдикобальт в редких случаях пирофорен.

## Применение
- Для получения кобальта высокой чистоты.
- Для нанесения покрытия кобальта на неметаллические поверхности.
- Как катализатор в органическом синтезе.